# فرقة 18 آذار
كانت فرقة 18 آذار جماعة متمردة جزء من الجيش السوري الحر الذي ينشط خلال الحرب الأهلية السورية. سميت تيمنًا باحتجاجات 18 مارس 2011 في درعا. وقد أنشأها العقيد محمد خالد الدهني في 11 أبريل 2013 من بين ثلاث وحدات. وفي 18 يوليو 2013، غادر لواء توحيد الجنوب، وهو أحد الجماعات التابعة لها، فرقة 18 آذار في أعقاب المنازعات الداخلية. انضمت إلى الجبهة الجنوبية في 14 فبراير 2014.

## تاريخ
في أبريل 2015، وبعد أن رفضت خمس مجموعات من الجبهة الجنوبية من جانب واحد جميع أشكال التعاون مع جبهة النصرة، اشتبكت فرقة 18 آذار مع النصرة في منطقة درعا البلد في درعا. وذكرت تقارير متضاربة أن جبهة النصرة اعتقلت أحد أفراد لواء توحيد الجنوب وألقت قنبلة يدوية على مقر الجماعة الأخيرة.
في 28 سبتمبر 2016، اغتيل أحد القادة الميدانيين للجماعة، حسام أبازيد، في ريف درعا الشرقي. وكان حسام أبازيد في السابق عضوًا في جبهة النصرة، ثم انشق إلى لواء توحيد الجنوب، ثم إلى حركة المثنى الإسلامية، وعاد مجددًا إلى فرقة 18 آذار.